# Argentina i olympiska sommarspelen 2004
Argentina i olympiska sommarspelen 2004 bestod av 152 idrottare som blivit uttagna av Argentinas olympiska kommitté.

## Medaljörer
| Medalj | Namn                                | Sport      | Gren                |
| ------ | ----------------------------------- | ---------- | ------------------- |
| Guld   | Argentinas herrlandslag i basket    | Basket     | Herrarnas turnering |
| Guld   | Argentinas herrlandslag i fotboll   | Fotboll    | Herrarnas turnering |
| Brons  | Georgina Bardach                    | Simning    | 400 m medley damer  |
| Brons  | Paola Suárez Patricia Tarabini      | Tennis     | Dubbel Damer        |
| Brons  | Argentinas damlandslag i landhockey | Landhockey | Damernas turnering  |
| Brons  | Santiago Lange Carlos Espínola      | Segling    | Herrarnas Tornado   |

## Basket
Gruppspel
| Lag                    | Vinster | Förluster | Poäng | Första Tiebreaker Särskiljning av lika lag |
| ---------------------- | ------- | --------- | ----- | ------------------------------------------ |
| Spanien                | 5       | 0         | 10    |                                            |
| Italien                | 3       | 2         | 8     | 1-0                                        |
| Argentina              | 3       | 2         | 8     | 0-1                                        |
| Kina                   | 2       | 3         | 7     |                                            |
| Nya Zeeland            | 1       | 4         | 6     | 1-0                                        |
| Serbien och Montenegro | 1       | 4         | 6     | 0-1                                        |

| 15 augusti 16:45 |                                                      | Argentina | 83–82                                                              | Serbien och Montenegro |  | Olympic Indoor Hall, Aten Publik: 10 500 Domare: Virginijus Dovidavicius (Litauen) José Carrión (Puerto Rico) |
| 15 augusti 16:45 | Resultat efter kvart: 27–15, 22–24, 12–20, 22–23     |           |                                                                    |                        |  | Olympic Indoor Hall, Aten Publik: 10 500 Domare: Virginijus Dovidavicius (Litauen) José Carrión (Puerto Rico) |
| 15 augusti 16:45 | Pts: Ginóbili 27 Rebs: Wolkowyski 6 Asts: Ginóbili 3 |           | Pts: Radmanović 21 Rebs: Dejan Tomašević 10 Asts: 3 players, 1 var |                        |  | Olympic Indoor Hall, Aten Publik: 10 500 Domare: Virginijus Dovidavicius (Litauen) José Carrión (Puerto Rico) |

| 17 augusti 20:00 |                                                  | Spanien | 87–76                                              | Argentina |  | Helliniko Indoor Arena, Aten Publik: 12 000 Domare: Lazaros Voreadis (Grekland) Mike Homsy (Kanada) |
| 17 augusti 20:00 | Resultat efter kvart: 25–18, 10–22, 23–20, 29–16 |         |                                                    |           |  | Helliniko Indoor Arena, Aten Publik: 12 000 Domare: Lazaros Voreadis (Grekland) Mike Homsy (Kanada) |
| 17 augusti 20:00 | Pts: Gasol 26 Rebs: Gasol 8 Asts: Calderón 5     |         | Pts: Scola 28 Rebs: Scola 9 Asts: 3 players, 4 var |           |  | Helliniko Indoor Arena, Aten Publik: 12 000 Domare: Lazaros Voreadis (Grekland) Mike Homsy (Kanada) |

| 19 augusti 20:00 |                                                                            | Argentina | 82–57                                             | Kina |  | Helliniko Indoor Arena, Aten Publik: 12 000 Domare: Sean Corbin (USA) Scott Buttler (Australien) |
| 19 augusti 20:00 | Resultat efter kvart: 22–14, 19–7, 24–18, 17–18                            |           |                                                   |      |  | Helliniko Indoor Arena, Aten Publik: 12 000 Domare: Sean Corbin (USA) Scott Buttler (Australien) |
| 19 augusti 20:00 | Pts: Nocioni 17 Rebs: Delfino, Nocioni 6 var Asts: Scola, Sconochini 4 var |           | Pts: Yao Ming 15 Rebs: Yao Ming 7 Asts: Liu Wei 2 |      |  | Helliniko Indoor Arena, Aten Publik: 12 000 Domare: Sean Corbin (USA) Scott Buttler (Australien) |

| 21 augusti 14:30 |                                                  | Nya Zeeland | 94–98                                                       | Argentina |  | Helliniko Indoor Arena, Aten Publik: 8 000 Domare: Virginijus Dovidavicius (Litauen) Christos Christodoulou (Grekland) |
| 21 augusti 14:30 | Resultat efter kvart: 25–23, 17–24, 29–29, 23–22 |             |                                                             |           |  | Helliniko Indoor Arena, Aten Publik: 8 000 Domare: Virginijus Dovidavicius (Litauen) Christos Christodoulou (Grekland) |
| 21 augusti 14:30 | Pts: Jones 25 Rebs: Book 6 Asts: Dickel 7        |             | Pts: Scola 25 Rebs: Oberto 9 Asts: Montecchia, Oberto 5 var |           |  | Helliniko Indoor Arena, Aten Publik: 8 000 Domare: Virginijus Dovidavicius (Litauen) Christos Christodoulou (Grekland) |

| 23 augusti 20:00 |                                                  | Italien | 76–75                                                           | Argentina |  | Helliniko Indoor Arena, Aten Publik: 12 000 Domare: Lazaros Voreadis (Grekland) Sean Corbin (USA) |
| 23 augusti 20:00 | Resultat efter kvart: 13–23, 22–13, 18–18, 23–21 |         |                                                                 |           |  | Helliniko Indoor Arena, Aten Publik: 12 000 Domare: Lazaros Voreadis (Grekland) Sean Corbin (USA) |
| 23 augusti 20:00 | Pts: Pozzecco 17 Rebs: Bulleri 6 Asts: Bulleri 4 |         | Pts: Ginóbili, Scola 19 var Rebs: Wolkowyski 7 Asts: Ginóbili 3 |           |  | Helliniko Indoor Arena, Aten Publik: 12 000 Domare: Lazaros Voreadis (Grekland) Sean Corbin (USA) |

Slutspel
|  | Kvartsfinaler | Kvartsfinaler |               |      | Semifinaler | Semifinaler |           |            | Final      | Final |
|  | 0             | 0             | 0             | 0    | 0           | 0           | 0         | 0          | 0          | 0     |
|  |               |               | 0             | 0    |             |             | 0         | 0          |            |       |
|  |               |               | 0             | 0    |             |             | 0         | 0          |            |       |
|  | 0 Spanien     | 094           | 0             | 0    |             |             | 0         | 0          |            |       |
|  | 0 Spanien     | 094           | 0             | 0    |             |             | 0         | 0          |            |       |
|  | 0 USA         | 0102          | 0             | 0    |             |             | 0         | 0          |            |       |
|  | 0 USA         | 0102          | 0             | 0    | 0 USA       | 081         | 0         | 0          |            |       |
|  |               |               | 0             | 0    | 0 USA       | 081         | 0         | 0          |            |       |
|  | 0             | 0 Argentina   | 0             | 089  | 0           |             |           | 0          |            |       |
|  | 0             | 0 Argentina   | 0             | 089  | 0           | 0 Argentina | 069       | 0          |            |       |
|  | 0             |               |               |      |             | 0 Argentina | 069       | 0          |            |       |
|  | 0             | 0 Grekland    | 064           | 0    |             |             |           | 0          |            |       |
|  | 0             | 0 Grekland    | 064           | 0    | 0 Argentina | 084         |           | 0          |            |       |
|  | 0             |               |               | 0    | 0 Argentina | 084         |           | 0          |            |       |
|  | 0             | 0             | 0 Italien     | 0    | 069         |             |           |            |            |       |
|  | 0             | 0             | 0 Italien     | 0    | 069         | 0 Litauen   | 095       |            |            |       |
|  | 0             | 0             |               |      |             |             | 095       |            |            |       |
|  | 0             | 0             | 0 Kina        | 075  | 0           |             |           |            |            |       |
|  | 0             | 0             | 0 Kina        | 075  | 0           | 0 Litauen   | 091       | Bronsmatch | Bronsmatch |       |
|  | 0             | 0             |               |      | 0           | 0 Litauen   | 091       | Bronsmatch | Bronsmatch |       |
|  | 0             | 0             | 0 Italien     | 0100 | 0           | 0           |           |            |            |       |
|  | 0             | 0             | 0 Italien     | 0100 | 0           | 0           | 0 Italien | 083        | 0 USA      | 0104  |
|  | 0             | 0             |               |      | 0           | 0           | 0 Italien | 083        | 0 USA      | 0104  |
|  | 0             | 0             | 0 Puerto Rico | 070  | 0           | 0           | 0 Litauen | 096        |            |       |
|  | 0             | 0             | 0 Puerto Rico | 070  | 0           | 0           | 0 Litauen | 096        |            |       |
|  |               |               |               |      |             |             |           |            |            |       |
|  |               |               |               |      |             |             |           |            |            |       |

## Bordtennis
| Idrottare                | Gren       | Omgång 1                   | Omgång 2             | Omgång 3             | Omgång 4             | Kvartsfinaler        | Semifinaler          | Final                |                  |
| Idrottare                | Gren       | Motståndare Resultat       | Motståndare Resultat | Motståndare Resultat | Motståndare Resultat | Motståndare Resultat | Motståndare Resultat | Motståndare Resultat |                  |
| ------------------------ | ---------- | -------------------------- | -------------------- | -------------------- | -------------------- | -------------------- | -------------------- | -------------------- | ---------------- |
| Liu Song                 | Herrsingel | Arai (JPN) W 4–1           | Grujić (SCG) W 4–1   | Joo (KOR) L 0–4      | Gick inte vidare     | Gick inte vidare     | Gick inte vidare     | Gick inte vidare     | Gick inte vidare |
| Pablo Tabachnik          | Herrsingel | Toriola (NGR) L 1–4        | Gick inte vidare     | Gick inte vidare     | Gick inte vidare     | Gick inte vidare     | Gick inte vidare     | Gick inte vidare     | Gick inte vidare |
| Liu Song Pablo Tabachnik | Herrdubbel | Gionis/Kreanga (GRE) L 1–4 | Gick inte vidare     | Gick inte vidare     | Gick inte vidare     | Gick inte vidare     | Gick inte vidare     | Gick inte vidare     | Gick inte vidare |

## Boxning
| Idrottare       | Gren       | Sextondelsfinaler     | Åttondelsfinaler     | Kvartsfinaler        | Semifinaler          | Final                | Final            |
| Idrottare       | Gren       | Motståndare Resultat  | Motståndare Resultat | Motståndare Resultat | Motståndare Resultat | Motståndare Resultat | Placering        |
| --------------- | ---------- | --------------------- | -------------------- | -------------------- | -------------------- | -------------------- | ---------------- |
| Daniel Brizuela | Fjädervikt | Tajbert (GER) L (RSC) | Gick inte vidare     | Gick inte vidare     | Gick inte vidare     | Gick inte vidare     | Gick inte vidare |

## Cykling

### Mountainbike
| Idrottare             | Gren                  | Tid           | Placering |
| --------------------- | --------------------- | ------------- | --------- |
| Carlos Franco Gennero | Herrarnas terränglopp | LAP (–3 varv) | 44        |
| Jimena Florit         | Damernas terränglopp  | 2:08:42       | 12        |

### Bana
Omnium
| Cyklist                    | Gren                | Poäng | Varv | Placering |
| -------------------------- | ------------------- | ----- | ---- | --------- |
| Juan Curuchet              | Herrarnas poänglopp | 23    | (–3) | 13        |
| Juan Curuchet Walter Pérez | Herrarnas Madison   | 5     | (–1) | 9         |

## Fotboll
Herrar
| Nr          | Namn                | Födelsedatum | Ålder     | Matcher   | Mål       | 10px      | 10px      | 10px      |
| Målvakter   | Målvakter           | Målvakter    | Målvakter | Målvakter | Målvakter | Målvakter | Målvakter | Målvakter |
| ----------- | ------------------- | ------------ | --------- | --------- | --------- | --------- | --------- | --------- |
| 1           | Wilfredo Caballero  | 28.09.1981   | 22        | 0         | 0         | 0         | 0         | 0         |
| 18          | Germán Lux          | 07.06.1982   | 22        | 6         | 0         | 1         | 0         | 0         |
| Försvarare  |                     |              |           |           |           |           |           |           |
| 2           | Roberto Ayala       | 14.04.1973   | 31        | 6         | 0         | 1         | 0         | 0         |
| 6           | Gabriel Heinze      | 19.04.1978   | 26        | 6         | 1         | 1         | 0         | 0         |
| 14          | Clemente Rodríguez  | 31.07.1981   | 23        | 4         | 0         | 0         | 0         | 0         |
| 4           | Fabricio Coloccini  | 22.01.1982   | 22        | 6         | 0         | 1         | 0         | 0         |
| 3           | Nicolás Burdisso    | 12.04.1981   | 23        | 3         | 0         | 0         | 0         | 0         |
| 21          | Leandro Fernández   | 30.01.1983   | 21        | 0         | 0         | 0         | 0         | 0         |
| Mittfältare |                     |              |           |           |           |           |           |           |
| 11          | Kily González       | 04.08.1974   | 30        | 6         | 1         | 2         | 0         | 0         |
| 16          | Luis González       | 19.01.1981   | 23        | 6         | 1         | 0         | 0         | 0         |
| 15          | Andrés D’Alessandro | 15.04.1981   | 23        | 6         | 1         | 1         | 0         | 0         |
| 13          | Nicolás Medina      | 17.02.1982   | 22        | 3         | 0         | 1         | 0         | 0         |
| 5           | Javier Mascherano   | 08.06.1984   | 20        | 6         | 0         | 0         | 0         | 0         |
| Anfallare   |                     |              |           |           |           |           |           |           |
| 8           | César Delgado       | 18.08.1981   | 23        | 6         | 2         | 1         | 0         | 0         |
| 12          | Mauro Rosales       | 24.02.1981   | 23        | 6         | 1         | 0         | 0         | 0         |
| 17          | Mariano González    | 05.05.1981   | 23        | 3         | 0         | 1         | 0         | 0         |
| 9           | Luciano Figueroa    | 19.05.1981   | 23        | 0         | 0         | 0         | 0         | 0         |
| 7           | Javier Saviola      | 11.12.1981   | 22        | 3         | 1         | 0         | 0         | 0         |
| 10          | Carlos Tévez        | 05.02.1984   | 20        | 6         | 8         | 0         | 0         | 0         |
| Coach       |                     |              |           |           |           |           |           |           |
|             | Marcelo Bielsa      | 21.06.1955   | 49        |           |           |           |           |           |

Gruppspel
| Lag                    | Pld | W | D | L | GF | GA | GD  | Pts |
| ---------------------- | --- | - | - | - | -- | -- | --- | --- |
| Argentina              | 3   | 3 | 0 | 0 | 9  | 0  | +9  | 9   |
| Australien             | 3   | 1 | 1 | 1 | 6  | 3  | +3  | 4   |
| Tunisien               | 3   | 1 | 1 | 1 | 4  | 5  | −1  | 4   |
| Serbien och Montenegro | 3   | 0 | 0 | 3 | 3  | 14 | −11 | 0   |

|       | 11 augusti 2004 | Argentina | 6 – 0   | Serbien och Montenegro | Pampeloponnisiako Stadium, Patras                |                                                  |
| 20:30 | 20:30           |           | Rapport |                        | Publik: 14 675 Domare: Carlos Batres (Guatemala) | Publik: 14 675 Domare: Carlos Batres (Guatemala) |
| 20:30 | 20:30           |           |         |                        | Publik: 14 675 Domare: Carlos Batres (Guatemala) | Publik: 14 675 Domare: Carlos Batres (Guatemala) |
| 20:30 | 20:30           |           |         |                        | Publik: 14 675 Domare: Carlos Batres (Guatemala) | Publik: 14 675 Domare: Carlos Batres (Guatemala) |

|       | 14 augusti 2004 | Argentina | 2 – 0   | Tunisien | Pampeloponnisiako Stadium, Patras             |                                               |
| 20:30 | 20:30           |           | Rapport |          | Publik: 5 512 Domare: Éric Poulat (Frankrike) | Publik: 5 512 Domare: Éric Poulat (Frankrike) |
| 20:30 | 20:30           |           |         |          | Publik: 5 512 Domare: Éric Poulat (Frankrike) | Publik: 5 512 Domare: Éric Poulat (Frankrike) |
| 20:30 | 20:30           |           |         |          | Publik: 5 512 Domare: Éric Poulat (Frankrike) | Publik: 5 512 Domare: Éric Poulat (Frankrike) |

|       | 17 augusti 2004 | Argentina | 1 – 0   | Australien | Karaiskaki Stadium, Pireaus                         |                                                     |
| 20:30 | 20:30           |           | Rapport |            | Publik: 26 338 Domare: Essam Abd El Fatah (Egypten) | Publik: 26 338 Domare: Essam Abd El Fatah (Egypten) |
| 20:30 | 20:30           |           |         |            | Publik: 26 338 Domare: Essam Abd El Fatah (Egypten) | Publik: 26 338 Domare: Essam Abd El Fatah (Egypten) |
| 20:30 | 20:30           |           |         |            | Publik: 26 338 Domare: Essam Abd El Fatah (Egypten) | Publik: 26 338 Domare: Essam Abd El Fatah (Egypten) |

Slutspel
|  | Kvartsfinaler            | Kvartsfinaler            |                     |      | Semifinaler | Semifinaler |  |  | Final                    | Final |
|  |                          |                          |                     |      |             |             |  |  |                          |       |
|  | 21 augusti– Pireaus      |                          |                     |      |             |             |  |  |                          |       |
|  |                          |                          |                     |      |             |             |  |  |                          |       |
|  | Mali                     | 0                        |                     |      |             |             |  |  |                          |       |
|  | Mali                     | 0                        | 24 augusti– Pireaus |      |             |             |  |  |                          |       |
|  | Italien                  | 1                        |                     |      |             |             |  |  |                          |       |
|  | Italien                  | 1                        | Italien             | 0    |             |             |  |  |                          |       |
|  | 21 augusti– Patras       |                          | Italien             | 0    |             |             |  |  |                          |       |
|  |                          | Argentina                | 3                   |      |             |             |  |  |                          |       |
|  | Argentina                | Argentina                | 3                   | 4    |             |             |  |  |                          |       |
|  | Argentina                |                          | 28 augusti– Aten    | 4    |             |             |  |  |                          |       |
|  | Costa Rica               | 0                        |                     |      |             |             |  |  |                          |       |
|  | Costa Rica               | 0                        | Argentina           | 1    |             |             |  |  |                          |       |
|  | 21 augusti– Heraklion    |                          | Argentina           | 1    |             |             |  |  |                          |       |
|  |                          | Paraguay                 | 0                   |      |             |             |  |  |                          |       |
|  | Irak                     | Paraguay                 | 0                   | 1    |             |             |  |  |                          |       |
|  | Irak                     | 24 augusti– Thessaloniki |                     | 1    |             |             |  |  |                          |       |
|  | Australien               | 0                        |                     |      |             |             |  |  |                          |       |
|  | Australien               | 0                        | Irak                | 1    | Bronsmatch  | Bronsmatch  |  |  |                          |       |
|  | 21 augusti– Thessaloniki |                          | Irak                | 1    | Bronsmatch  | Bronsmatch  |  |  |                          |       |
|  |                          | Paraguay                 | 3                   |      |             |             |  |  |                          |       |
|  | Paraguay                 | Paraguay                 | 3                   | 3    | Italien     | 1           |  |  |                          |       |
|  | Paraguay                 |                          |                     | 3    | Italien     | 1           |  |  |                          |       |
|  | Sydkorea                 | 2                        |                     | Irak | 0           |             |  |  |                          |       |
|  | Sydkorea                 | 2                        |                     |      | 0           |             |  |  |                          |       |
|  |                          |                          |                     |      |             |             |  |  | 27 augusti– Thessaloniki |       |
|  |                          |                          |                     |      |             |             |  |  |                          |       |

## Friidrott
Herrar
Fältgrenar och tiokamp
| Idrottare          | Gren           | Kval     | Kval      | Final            | Final            |
| Idrottare          | Gren           | Resultat | Placering | Resultat         | Placering        |
| ------------------ | -------------- | -------- | --------- | ---------------- | ---------------- |
| Juan Ignacio Cerra | Släggkastning  | 72,53    | 26        | Gick inte vidare | Gick inte vidare |
| Marcelo Pugliese   | Diskuskastning | 56,06    | 31        | Gick inte vidare | Gick inte vidare |

Kombinerade grenar - Tiokamp
| Friidrottare     | Gren     | 100 m | LJ   | SP    | HJ   | 400 m | 110H  | DT    | PV   | JT    | 1500 m  | Final | Placering |
| ---------------- | -------- | ----- | ---- | ----- | ---- | ----- | ----- | ----- | ---- | ----- | ------- | ----- | --------- |
| Santiago Lorenzo | Resultat | 11,10 | 7,03 | 13,22 | 1,85 | 49,34 | 15,38 | 40,22 | 4,50 | 58,36 | 4:23,08 | 7592  | 24        |
| Santiago Lorenzo | Poäng    | 838   | 821  | 681   | 670  | 845   | 804   | 669   | 760  | 713   | 791     | 7592  | 24        |

Damer
Bana, maraton och gång
| Idrottare     | Gren    | Final    | Final     |
| Idrottare     | Gren    | Resultat | Placering |
| ------------- | ------- | -------- | --------- |
| Sandra Torres | Maraton | 2:54:48  | 55        |

Fältgrenar och sjukamp
| Idrottare         | Gren          | Kval     | Kval      | Final            | Final            |
| Idrottare         | Gren          | Resultat | Placering | Resultat         | Placering        |
| ----------------- | ------------- | -------- | --------- | ---------------- | ---------------- |
| Jennifer Dahlgren | Släggkastning | 59,52    | 43        | Gick inte vidare | Gick inte vidare |
| Alejandra García  | Stavhopp      | 4,40     | 12 q      | 4,20             | =13              |
| Romina Maggi      | Spjutkastning | 48,58    | 43        | Gick inte vidare | Gick inte vidare |
| Solange Witteveen | Höjdhopp      | 1,89     | 23        | Gick inte vidare | Gick inte vidare |

## Fäktning
Damer
| Fäktare           | Gren    | Omgång 1          | Sextondelsfinal       | Åttondelsfinal    | Kvartsfinal       | Semifinal         | Final             | Final            |                  |
| Fäktare           | Gren    | Motståndare Poäng | Motståndare Poäng     | Motståndare Poäng | Motståndare Poäng | Motståndare Poäng | Motståndare Poäng | Placering        |                  |
| ----------------- | ------- | ----------------- | --------------------- | ----------------- | ----------------- | ----------------- | ----------------- | ---------------- | ---------------- |
| Alejandra Carbone | Florett | BYE               | Sugawara (JPN) L 6–15 | Gick inte vidare  | Gick inte vidare  | Gick inte vidare  | Gick inte vidare  | Gick inte vidare | Gick inte vidare |

## Gymnastik

### Artistisk
Damer
Mångkamp, lag
| Idrottare         | Kval           | Kval    | Kval    | Kval    | Kval   | Kval      | Final   | Final            | Final            | Final            | Final            | Final            |                  |
| Idrottare         | Redskap        | Redskap | Redskap | Redskap | Totalt | Placering | Redskap | Redskap          | Redskap          | Redskap          | Totalt           | Placering        |                  |
| Idrottare         | V              | UB      | BB      | F       | Totalt | Placering | V       | UB               | BB               | F                | Totalt           | Placering        |                  |
| ----------------- | -------------- | ------- | ------- | ------- | ------ | --------- | ------- | ---------------- | ---------------- | ---------------- | ---------------- | ---------------- | ---------------- |
| Celeste Carnavale | Mångkamp, ind. | 8,362   | 9,050   | 8,325   | 8,525  | 34,262    | 56      | Gick inte vidare | Gick inte vidare | Gick inte vidare | Gick inte vidare | Gick inte vidare | Gick inte vidare |

## Judo
Herrar
| Idrottare             | Gren                     | 32-delsfinal         | Sextondelsfinal               | Åttondelsfinal            | Kvartsfinal              | Semifinal            | Final                | Final             |
| Idrottare             | Gren                     | Motståndare Resultat | Motståndare Resultat          | Motståndare Resultat      | Motståndare Resultat     | Motståndare Resultat | Motståndare Resultat | Placering         |
| --------------------- | ------------------------ | -------------------- | ----------------------------- | ------------------------- | ------------------------ | -------------------- | -------------------- | ----------------- |
| Miguel Albarracín     | Extra lättvikt (-60 kg)  | BYE                  | Labrosse (SEY) W 1001–0001    | Aburto (MEX) W 1000–0002  | Nomura (JPN) L 0000–0001 | Gick inte vidare*    | Gick inte vidare*    | Gick inte vidare* |
| Jorge Lencina         | Halv lättvikt (-66 kg)   | BYE                  | Uchishiba (JPN) L 0000–1011   | Gick inte vidare*         | Gick inte vidare*        | Gick inte vidare*    | Gick inte vidare*    | Gick inte vidare* |
| Rodrigo Lucenti       | Lättvikt (-73 kg)        | BYE                  | Pedro (USA) L 0000–1001       | Gick inte vidare          | Gick inte vidare         | Gick inte vidare     | Gick inte vidare     | Gick inte vidare  |
| Ariel Sganga          | Halv mellanvikt (-81 kg) | BYE                  | Aschwanden (SUI) W 1000–0002  | Iliadis (GRE) L (forfeit) | Gick inte vidare*        | Gick inte vidare*    | Gick inte vidare*    | Gick inte vidare* |
| Eduardo Costa Gramajo | Mellanvikt (-90 kg)      | BYE                  | Camacho (VEN) W 1101–0000     | Grekov (UKR) W 0112–0001  | Izumi (JPN) L 0000–0001  | Gick inte vidare*    | Gick inte vidare*    | Gick inte vidare* |
| Andrés Loforte        | Halv tungvikt (-100 kg)  | BYE                  | El Gharbawy (EGY) L 0001–0002 | Gick inte vidare          | Gick inte vidare         | Gick inte vidare     | Gick inte vidare     | Gick inte vidare  |
| Orlando Baccino       | Tungvikt (+100 kg)       | BYE                  | Rybak (BLR) L 0000–1001       | Gick inte vidare          | Gick inte vidare         | Gick inte vidare     | Gick inte vidare     | Gick inte vidare  |

* Gick till återkval
Damer
| Idrottare        | Gren                     | Sextondelsfinal      | Åttondelsfinal               | Kvartsfinal               | Semifinal                  | Final                | Final             |
| Idrottare        | Gren                     | Motståndare Resultat | Motståndare Resultat         | Motståndare Resultat      | Motståndare Resultat       | Motståndare Resultat | Placering         |
| ---------------- | ------------------------ | -------------------- | ---------------------------- | ------------------------- | -------------------------- | -------------------- | ----------------- |
| Daniela Krukower | Halv mellanvikt (-63 kg) | BYE                  | Lee (KOR) W 0001–0000        | Décosse (FRA) W 0001–0000 | Tanimoto (JPN) L 0000–1000 | Gick inte vidare*    | Gick inte vidare* |
| Elizabeth Copes  | Mellanvikt (-70 kg)      | BYE                  | Kourtelesi (GRE) W 1021–0000 | Bosch (NED) L 0000–1000   | Gick inte vidare*          | Gick inte vidare*    | Gick inte vidare* |

* Gick till återkval
Återkval
| Athlete               | Event                    | Omgång 1                          | Omgång 2                     | Omgång 3                      | Bronsmatch           | Bronsmatch       |
| Athlete               | Event                    | Opposition Result                 | Motståndare Resultat         | Motståndare Resultat          | Motståndare Resultat | Placering        |
| --------------------- | ------------------------ | --------------------------------- | ---------------------------- | ----------------------------- | -------------------- | ---------------- |
| Miguel Albarracín     | Extra lättvikt (-60 kg)  | BYE                               | Gussenberg (GER) L 0000–0012 | Gick inte vidare              | Gick inte vidare     | Gick inte vidare |
| Jorge Lencina         | Halv lättvikt (-66 kg)   | Dashdavaa (MGL) W 1011–0001       | Dzhafarov (RUS) W 1001–0001  | Margoshvili (GEO) L 0000–1000 | Gick inte vidare     | Gick inte vidare |
| Ariel Sganga          | Halv mellanvikt (-81 kg) | Endicott-Davies (AUS) L 0000–1000 | Gick inte vidare             | Gick inte vidare              | Gick inte vidare     | Gick inte vidare |
| Eduardo Costa Gramajo | Mellanvikt (-90 kg)      | BYE                               | Kukharenka (BLR) W 1000–0100 | Huizinga (NED) L 0000–1010    | Gick inte vidare     | Gick inte vidare |
| Daniela Krukower      | Halv mellanvikt (-63 kg) | BYE                               | BYE                          | BYE                           | González (CUB) L WO  | 5                |
| Elizabeth Copes       | Mellanvikt (-70 kg)      | BYE                               | Blanco (ESP) L 0000–1011     | Gick inte vidare              | Gick inte vidare     | Gick inte vidare |

## Kanotsport
Sprint
| Kanotist       | Gren                 | Heat     | Heat      | Semifinal | Semifinal | Final            | Final            |
| Kanotist       | Gren                 | Tid      | Placering | Tid       | Placering | Tid              | Placering        |
| -------------- | -------------------- | -------- | --------- | --------- | --------- | ---------------- | ---------------- |
| Javier Correa  | Herrarnas K-1 500 m  | 1:38.675 | 2 QS      | 1:39.525  | 2 Q       | 1:40.639         | 8                |
| Javier Correa  | Herrarnas K-1 1000 m | 3:28.492 | 4 QS      | 3:31.934  | 4         | Gick inte vidare | Gick inte vidare |
| Fernanda Lauro | Damernas K-1 500 m   | 1:59.474 | 6 QS      | 2:00.198  | 9         | Gick inte vidare | Gick inte vidare |

## Landhockey
Herrar
Coach: Jorge Ruiz
| 1. Pablo Moreira (GK) 2. Juan Pablo Hourquebie 3. Maximiliano Caldas 4. Matías Vila 5. Ezequiel Paulón 6. Mario Almada 7. Carlos Retegui 8. Rodrigo Vila | 1. Tomás MacCormik 2. Jorge Lombi 3. Fernando Zylberberg 4. Germán Orozco 5. Matías Paredes 6. Juan Manuel Vivaldi 7. Lucas Rey 8. Lucas Cammareri |

Gruppspel
| Lag           | Pld | W | D | L | GF | GA | GD  | Pts |
| ------------- | --- | - | - | - | -- | -- | --- | --- |
| Nederländerna | 5   | 5 | 0 | 0 | 16 | 9  | +7  | 15  |
| Australien    | 5   | 3 | 1 | 1 | 14 | 10 | +10 | 10  |
| Nya Zeeland   | 5   | 3 | 0 | 2 | 13 | 11 | +2  | 9   |
| Indien        | 5   | 1 | 1 | 3 | 11 | 13 | −2  | 4   |
| Sydafrika     | 5   | 1 | 0 | 4 | 9  | 15 | −6  | 3   |
| Argentina     | 5   | 0 | 2 | 3 | 8  | 13 | −5  | 2   |

Damer
Coach: Sergio Vigil

1. Mariela Antoniska (GK)
2. Magdalena Aicega (c)
3. Marina di Giacomo
4. Ayelén Stepnik
5. Alejandra Gulla
6. Luciana Aymar
7. Vanina Oneto
8. Soledad García
9. Mariana González Oliva
10. Mercedes Margalot
11. María de la Paz Hernández
12. Cecilia Rognoni
13. Paola Vukojicic (GK)
14. Mariné Russo
15. Inés Arrondo
16. Claudia Burkart

Gruppspel
| Lag         | Pld | W | D | L | GF | GA | GD | Pts |
| ----------- | --- | - | - | - | -- | -- | -- | --- |
| Kina        | 4   | 4 | 0 | 0 | 11 | 2  | +9 | 12  |
| Argentina   | 4   | 3 | 0 | 1 | 12 | 4  | +8 | 9   |
| Japan       | 4   | 2 | 0 | 2 | 5  | 7  | −2 | 6   |
| Nya Zeeland | 4   | 1 | 0 | 3 | 3  | 9  | −6 | 3   |
| Spanien     | 4   | 0 | 0 | 4 | 3  | 12 | −9 | 0   |

Slutspel
|  | Semifinaler          | Semifinaler     |   |                 | Final           | Final |  |
|  |                      |                 |   |                 |                 |       |  |
|  | 24 augusti 2004      |                 |   |                 |                 |       |  |
|  | Nederländerna (p.s.) | 2 (4)           |   |                 |                 |       |  |
|  | Argentina            | 2 (2)           |   |                 |                 |       |  |
|  |                      |                 |   |                 |                 |       |  |
|  |                      |                 |   |                 | 26 augusti 2004 |       |  |
|  |                      |                 |   |                 | Nederländerna   | 1     |  |
|  |                      | Tyskland        | 2 |                 |                 |       |  |
|  |                      |                 |   |                 |                 |       |  |
|  |                      |                 |   |                 |                 |       |  |
|  |                      |                 |   |                 | Bronsmatch      |       |  |
|  | 24 augusti 2004      | 24 augusti 2004 |   | 26 augusti 2004 | 26 augusti 2004 |       |  |
|  | Kina                 | 0 (3)           |   | Argentina       | 1               |       |  |
|  | Tyskland (p.s.)      | 0 (4)           |   |                 | Kina            | 0     |  |

## Ridsport

### Hoppning
| Ryttare                                                         | Häst             | Gren                  | Kval     | Kval      | Kval             | Kval             | Kval             | Kval             | Kval             | Kval             | Final            | Final            | Final            | Final            | Final            | Totalt           | Totalt           |
| Ryttare                                                         | Häst             | Gren                  | Omgång 1 | Omgång 1  | Omgång 2         | Omgång 2         | Omgång 2         | Omgång 3         | Omgång 3         | Omgång 3         | Omgång A         | Omgång A         | Omgång B         | Omgång B         | Omgång B         | Totalt           | Totalt           |
| Ryttare                                                         | Häst             | Gren                  | Straff   | Placering | Straff           | Totalt           | Placering        | Straff           | Totalt           | Placering        | Straff           | Placering        | Straff           | Totalt           | Placering        | Straff           | Placering        |
| --------------------------------------------------------------- | ---------------- | --------------------- | -------- | --------- | ---------------- | ---------------- | ---------------- | ---------------- | ---------------- | ---------------- | ---------------- | ---------------- | ---------------- | ---------------- | ---------------- | ---------------- | ---------------- |
| Martín Dopazo                                                   | Furka du Village | Individuell hoppning  | 8        | =47       | 8                | 16               | =40              | 8                | 24               | =37 Q            | 8                | =12              | 17               | 25               | =23              | 25               | =23              |
| Federico Sztyrle                                                | Who Knows Lilly  | Individuell hoppning  | 5        | =31       | Gav upp          | Gav upp          | Gav upp          | Gick inte vidare | Gick inte vidare | Gick inte vidare | Gick inte vidare | Gick inte vidare | Gick inte vidare | Gick inte vidare | Gick inte vidare | Gick inte vidare | Gick inte vidare |
| Gregorio Werthein                                               | Calwaro          | Individuell hoppning  | DNF      | DNF       | Gick inte vidare | Gick inte vidare | Gick inte vidare | Gick inte vidare | Gick inte vidare | Gick inte vidare | Gick inte vidare | Gick inte vidare | Gick inte vidare | Gick inte vidare | Gick inte vidare | Gick inte vidare | Gick inte vidare |
| Lucas Werthein                                                  | Warren           | Individuell hoppning  | 9        | =54 Q     | DNF              | DNF              | DNF              | Gick inte vidare | Gick inte vidare | Gick inte vidare | Gick inte vidare | Gick inte vidare | Gick inte vidare | Gick inte vidare | Gick inte vidare | Gick inte vidare | Gick inte vidare |
| Martín Dopazo Federico Sztyrle Gregorio Werthein Lucas Werthein | Se ovan          | Lagtävling i hoppning | i.u.     | i.u.      | i.u.             | i.u.             | i.u.             | i.u.             | i.u.             | i.u.             | 22               | =15              | Gick inte vidare | Gick inte vidare | Gick inte vidare | 22               | =15              |

## Rodd
Herrar
| Idrottare                     | Gren              | Heat    | Heat      | Återkval | Återkval  | Semifinal | Semifinal | Final   | Final     | Final |
| Idrottare                     | Gren              | Tid     | Placering | Tid      | Placering | Tid       | Placering | Tid     | Placering |       |
| ----------------------------- | ----------------- | ------- | --------- | -------- | --------- | --------- | --------- | ------- | --------- | ----- |
| Santiago Fernández            | Singelsculler     | 7:22,52 | 1 SA/B/C  | BYE      | BYE       | 7:00,90   | 2 FA      | 6:55,17 | 4         |       |
| Marcos Morales Walter Naneder | Tvåa utan styrman | 7:02,29 | 4 R       | 6:28,98  | 2 SA/B    | 7:19,57   | 6 FB      | 6:27,88 | 10        |       |

Damer
| Idrottare                   | Gren                    | Heat    | Heat      | Återkval | Återkval  | Semifinal | Semifinal | Final   | Final     | Final |
| Idrottare                   | Gren                    | Tid     | Placering | Tid      | Placering | Tid       | Placering | Tid     | Placering |       |
| --------------------------- | ----------------------- | ------- | --------- | -------- | --------- | --------- | --------- | ------- | --------- | ----- |
| Analía Marín                | Singelsculler           | 8:01,56 | 4 R       | 7:51,94  | 4 SC/D    | 7:58,07   | 3 FC      | DNF     | 18        |       |
| Milka Kraljev Lucía Palermo | Lättvikts-dubbelsculler | 7:25,11 | 6 R       | 7:23,22  | 5 FC      | BYE       | BYE       | 7:54,32 | 17        |       |

## Segling
Herrar
| Seglare                        | Gren      | Lopp | Lopp | Lopp | Lopp | Lopp | Lopp | Lopp | Lopp | Lopp | Lopp | Lopp | Summerad poäng | Finalplacering |
| Seglare                        | Gren      | 1    | 2    | 3    | 4    | 5    | 6    | 7    | 8    | 9    | 10   | M*   | Summerad poäng | Finalplacering |
| ------------------------------ | --------- | ---- | ---- | ---- | ---- | ---- | ---- | ---- | ---- | ---- | ---- | ---- | -------------- | -------------- |
| Mariano Reutemann              | Mistral   | 29   | 5    | 24   | 7    | 23   | 23   | 15   | 13   | 11   | 10   | 9    | 140            | 15             |
| Alejandro Colla                | Finnjolle | 20   | 21   | 25   | 18   | 5    | 20   | 14   | 20   | 21   | 19   | 16   | 174            | 22             |
| Javier Conte Juan de la Fuente | 470       | 26   | 20   | 5    | 1    | 21   | 1    | 11   | 13   | 9    | 23   | 17   | 121            | 13             |

M = Medaljlopp; EL = Eliminerad – gick inte vidare till medaljloppet;
Damer
| Seglare                            | Gren        | Lopp | Lopp | Lopp | Lopp | Lopp | Lopp | Lopp | Lopp | Lopp | Lopp | Lopp | Summerad poäng | Finalplacering |
| Seglare                            | Gren        | 1    | 2    | 3    | 4    | 5    | 6    | 7    | 8    | 9    | 10   | M*   | Summerad poäng | Finalplacering |
| ---------------------------------- | ----------- | ---- | ---- | ---- | ---- | ---- | ---- | ---- | ---- | ---- | ---- | ---- | -------------- | -------------- |
| Catalina Walther                   | Mistral     | 19   | 23   | 21   | 19   | 19   | 20   | 21   | 23   | 23   | 20   | OCS  | 208            | 22             |
| Serena Amato                       | Europajolle | 5    | 2    | 22   | 8    | 13   | 22   | 2    | 11   | 4    | 10   | 9    | 86             | 6              |
| Paula Reinoso María Fernanda Sesto | 470         | 15   | 7    | 11   | 6    | 15   | 16   | 3    | 14   | 9    | 11   | 11   | 102            | 12             |

M = Medaljlopp; EL = Eliminerad – gick inte vidare till medaljloppet;
Öppen
| Seglare                        | Gren    | Lopp | Lopp | Lopp | Lopp | Lopp | Lopp | Lopp | Lopp | Lopp | Lopp | Lopp | Summerad poäng | Finalplacering |
| Seglare                        | Gren    | 1    | 2    | 3    | 4    | 5    | 6    | 7    | 8    | 9    | 10   | M*   | Summerad poäng | Finalplacering |
| ------------------------------ | ------- | ---- | ---- | ---- | ---- | ---- | ---- | ---- | ---- | ---- | ---- | ---- | -------------- | -------------- |
| Diego Romero                   | Laser   | 40   | 6    | 11   | 2    | 18   | 43   | 23   | 5    | 5    | 12   | 12   | 134            | 12             |
| Carlos Espínola Santiago Lange | Tornado | 7    | 1    | 6    | 5    | 6    | 11   | 5    | 8    | 4    | 3    | 9    | 54             | 3              |

M = Medaljlopp; EL = Eliminerad – gick inte vidare till medaljloppet;

## Taekwondo
| Idrottare          | Gren             | Åttondelsfinaler         | Kvartsfinaler        | Semifinaer           | Återkval             | Bronsmatch           | Final                | Final            |
| Idrottare          | Gren             | Motståndare Resultat     | Motståndare Resultat | Motståndare Resultat | Motståndare Resultat | Motståndare Resultat | Motståndare Resultat | Placering        |
| ------------------ | ---------------- | ------------------------ | -------------------- | -------------------- | -------------------- | -------------------- | -------------------- | ---------------- |
| Alejandro Hernando | Herrarnas −68 kg | Roesen (DEN) L 10–11     | Gick inte vidare     | Gick inte vidare     | Gick inte vidare     | Gick inte vidare     | Gick inte vidare     | Gick inte vidare |
| Vanina Sánchez     | Damernas −67 kg  | Rivero (PHI) L 10–10 SUP | Gick inte vidare     | Gick inte vidare     | Gick inte vidare     | Gick inte vidare     | Gick inte vidare     | Gick inte vidare |

## Tennis
Herrar
| Spelare                             | Gren      | Omgång 1                          | Omgång 2                                  | Åttondelsfinaler                       | Kvartsfinaler     | Semifinaler       | Final / BM        | Final / BM       |
| Spelare                             | Gren      | Motståndare Poäng                 | Motståndare Poäng                         | Motståndare Poäng                      | Motståndare Poäng | Motståndare Poäng | Motståndare Poäng | Placering        |
| ----------------------------------- | --------- | --------------------------------- | ----------------------------------------- | -------------------------------------- | ----------------- | ----------------- | ----------------- | ---------------- |
| Agustín Calleri                     | Damsingel | Beck (SVK) W 2–6, 6–3, 8–6        | Andreev (RUS) L RET                       | Gick inte vidare                       | Gick inte vidare  | Gick inte vidare  | Gick inte vidare  | Gick inte vidare |
| Juan Ignacio Chela                  | Damsingel | Mirnji (BLR) L 6–3, 7–6(7–0), 4–6 | Gick inte vidare                          | Gick inte vidare                       | Gick inte vidare  | Gick inte vidare  | Gick inte vidare  | Gick inte vidare |
| Mariano Zabaleta                    | Damsingel | Lee H-T (KOR) L 6–4, 3–6, 2–6     | Gick inte vidare                          | Gick inte vidare                       | Gick inte vidare  | Gick inte vidare  | Gick inte vidare  | Gick inte vidare |
| Juan Ignacio Chela Mariano Zabaleta | Damdubbel | i.u.                              | Andreev / Davydenko (RUS) L 6–3, 3–6, 4–6 | Gick inte vidare                       | Gick inte vidare  | Gick inte vidare  | Gick inte vidare  | Gick inte vidare |
| Gastón Etlis Martín Rodríguez       | Damdubbel | i.u.                              | López / Robredo (ESP) W 6–3, 6–4          | González / Massú (CHI) L 3–6, 6–7(2–7) | Gick inte vidare  | Gick inte vidare  | Gick inte vidare  | Gick inte vidare |

Damer
| Spelare                        | Gren       | Omgång 1                              | Omgång 2                                                      | Åttondelsfinaler                  | Kvartsfinaler                        | Semifinaler                         | Final / BM                         | Final / BM       |
| Spelare                        | Gren       | Motståndare Poäng                     | Motståndare Poäng                                             | Motståndare Poäng                 | Motståndare Poäng                    | Motståndare Poäng                   | Motståndare Poäng                  | Placering        |
| ------------------------------ | ---------- | ------------------------------------- | ------------------------------------------------------------- | --------------------------------- | ------------------------------------ | ----------------------------------- | ---------------------------------- | ---------------- |
| Mariana Díaz Oliva             | Herrsingel | Kuznetsova (RUS) L 3–6, 3–6           | Gick inte vidare                                              | Gick inte vidare                  | Gick inte vidare                     | Gick inte vidare                    | Gick inte vidare                   | Gick inte vidare |
| Gisela Dulko                   | Herrsingel | Šprem (CRO) L 6–7(6–8), 5–7           | Gick inte vidare                                              | Gick inte vidare                  | Gick inte vidare                     | Gick inte vidare                    | Gick inte vidare                   | Gick inte vidare |
| Paola Suárez                   | Herrsingel | Dechy (FRA) W 6–7(1–7), 7–6(7–5), 9–7 | Zuluaga (COL) L 6–4, 6–7(1–7), 1–6                            | Gick inte vidare                  | Gick inte vidare                     | Gick inte vidare                    | Gick inte vidare                   | Gick inte vidare |
| Paola Suárez Patricia Tarabini | Herrdubbel | i.u.                                  | Medina Garrigues/ Sánchez Vicario (ESP) W 6–7(8–10), 7–5, 6–2 | Morigami / Obata (JPN) W 6–4, 6–2 | Dechy / Testud (FRA) W 6–4, 1–6, 6–4 | Li T / Sun Tt (CHN) L 2–6, 6–2, 7–9 | Asagoe / Sugiyama (JPN) W 6–3, 6–3 | 3                |

## Triathlon
| Triathlet      | Gren                | Simning (1,5 km) | Trans 1 | Cykling (40 km) | Trans 2 | Löpning (10 km) | Total tid  | Placering |
| -------------- | ------------------- | ---------------- | ------- | --------------- | ------- | --------------- | ---------- | --------- |
| Daniel Fontana | Herrarnas triathlon | 18:25            | 0:19    | 1:05:11         | 0:20    | 32:59           | 1:57:14,20 | 28        |
| Nancy Álvarez  | Damernas triathlon  | 20:58            | 0:21    | 1:17:29         | 0:25    | 42:23           | 2:21:38,66 | 43        |